# Peter Abrahamsson
Peter Abrahamsson (sinh ngày 18 tháng 7 năm 1988) là một cầu thủ bóng đá người Thụy Điển thi đấu cho BK Häcken ở vị trí thủ môn.